# Bupleurum fruticosum
Bupleurum fruticosum är en flockblommig växtart som beskrevs av Carl von Linné. Bupleurum fruticosum ingår i släktet harörter, och familjen flockblommiga växter. Inga underarter finns listade i Catalogue of Life.

## Bildgalleri

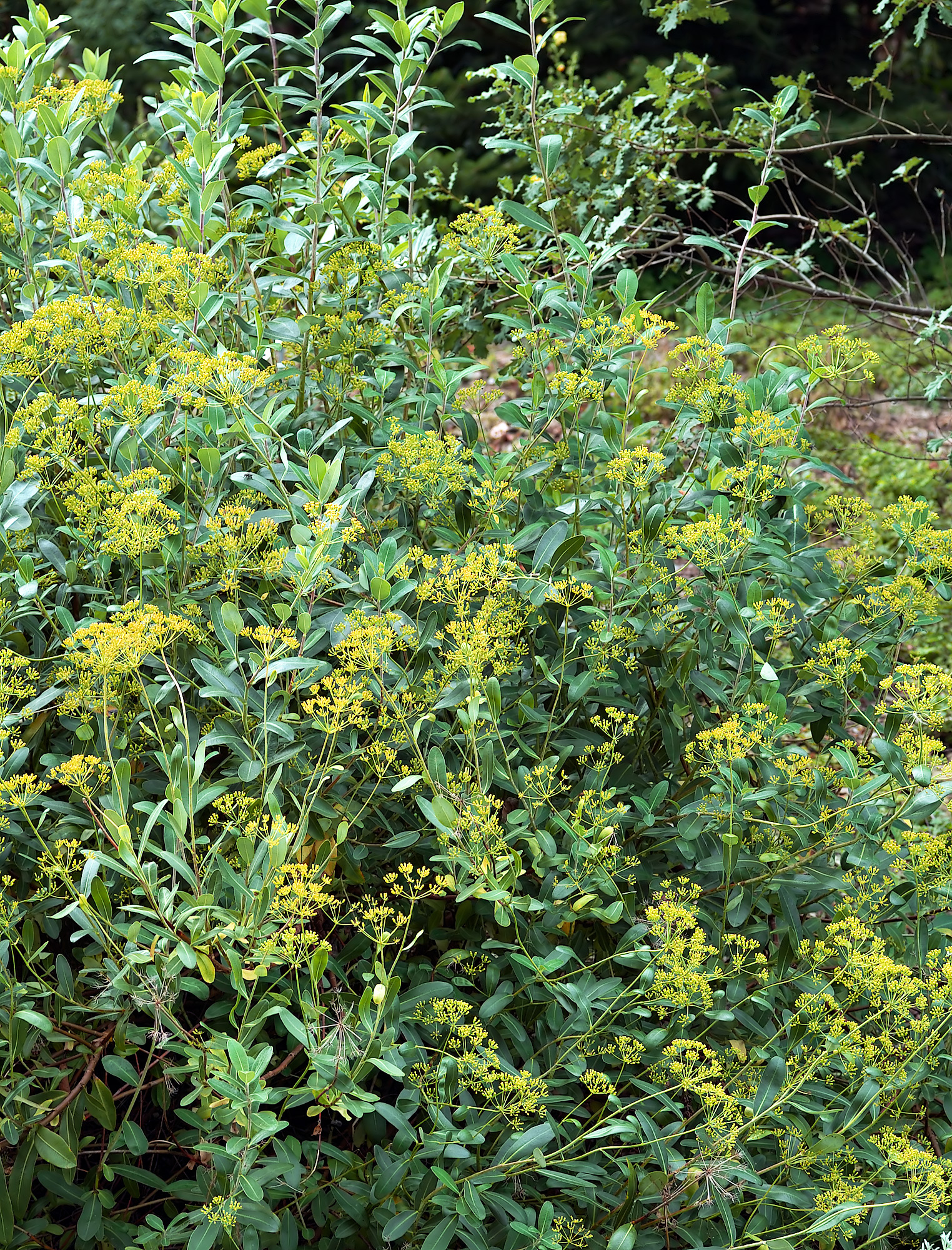
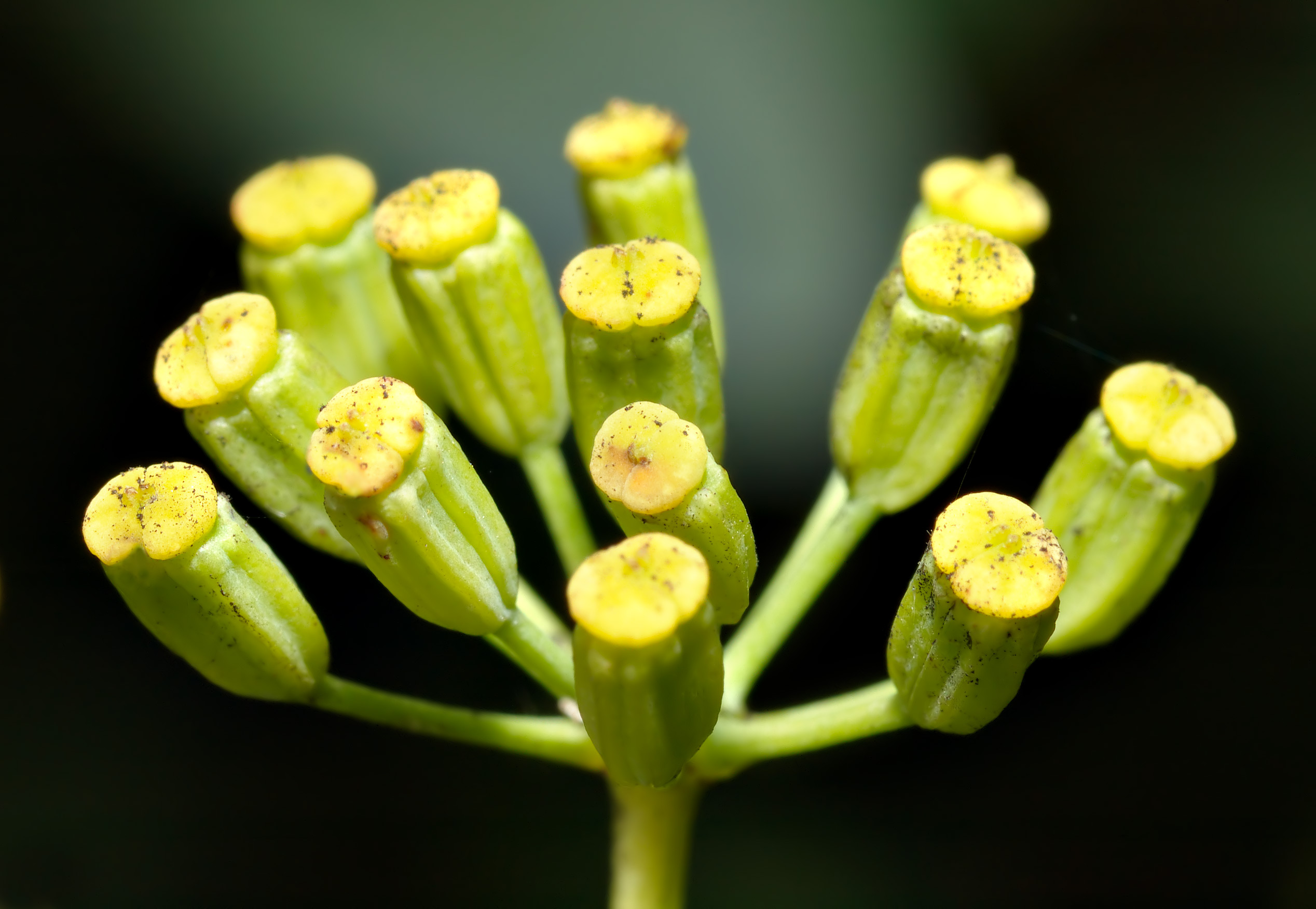
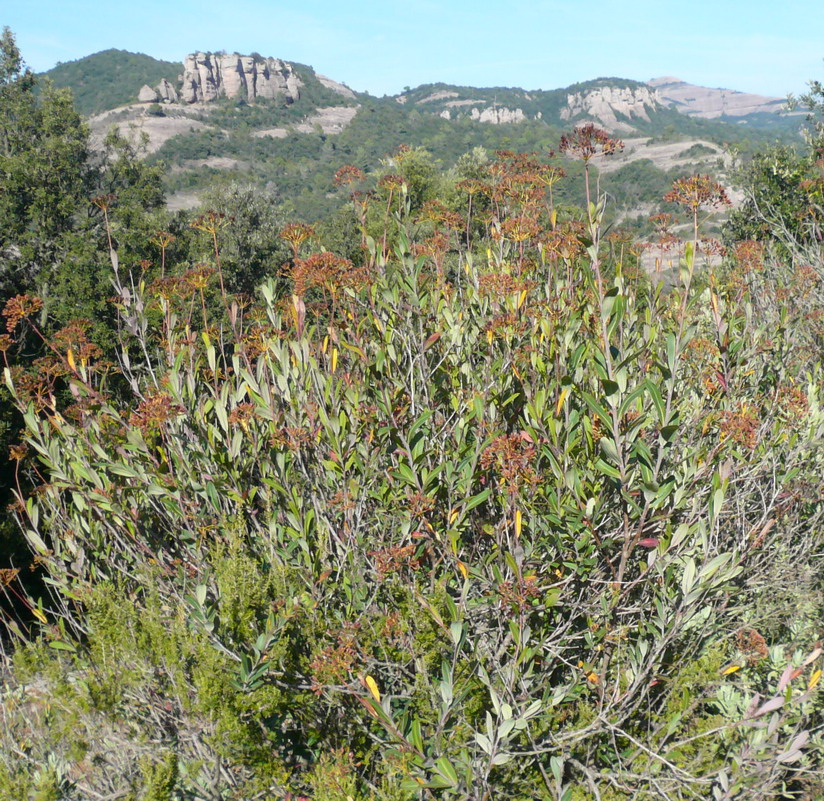
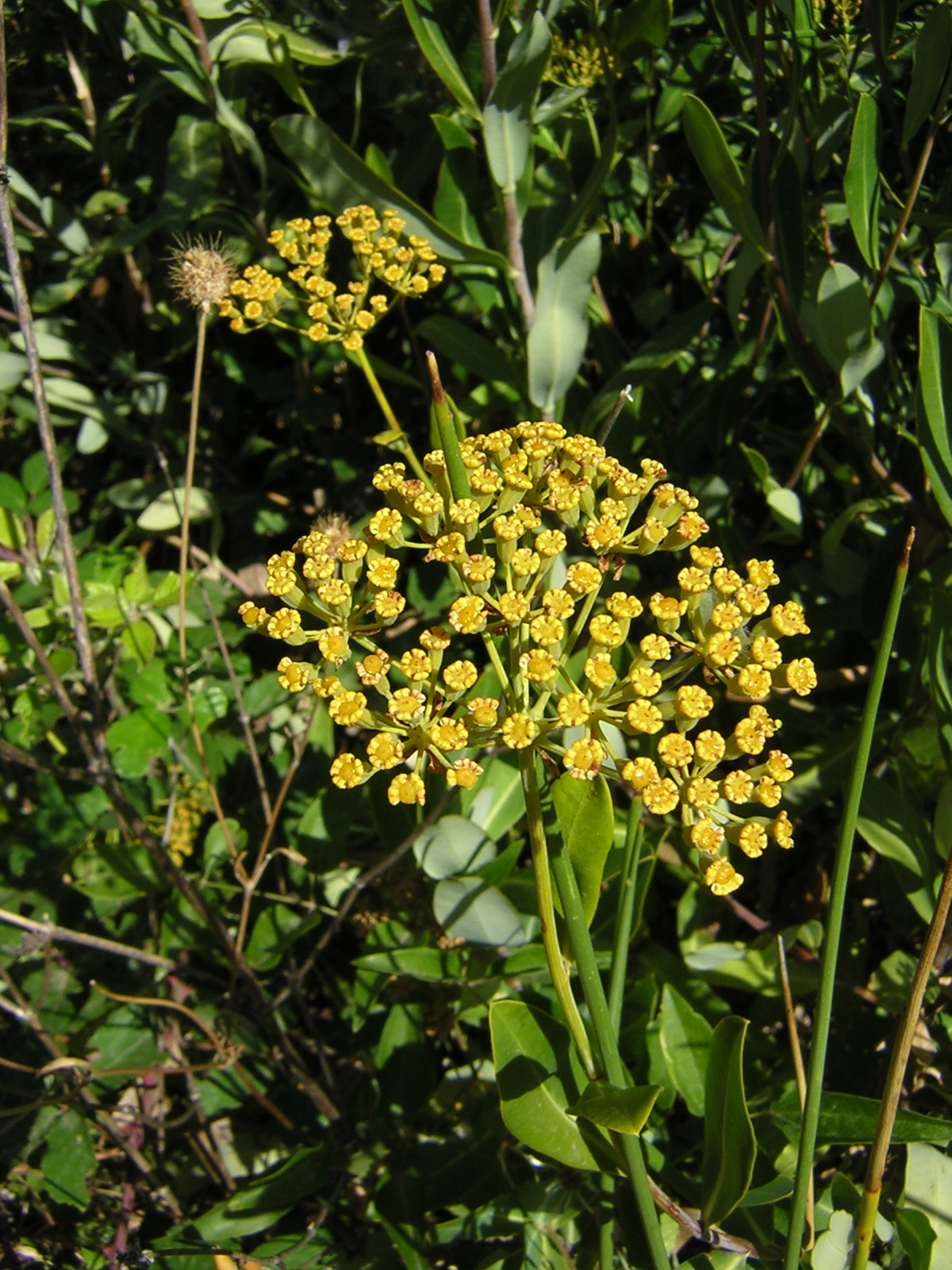
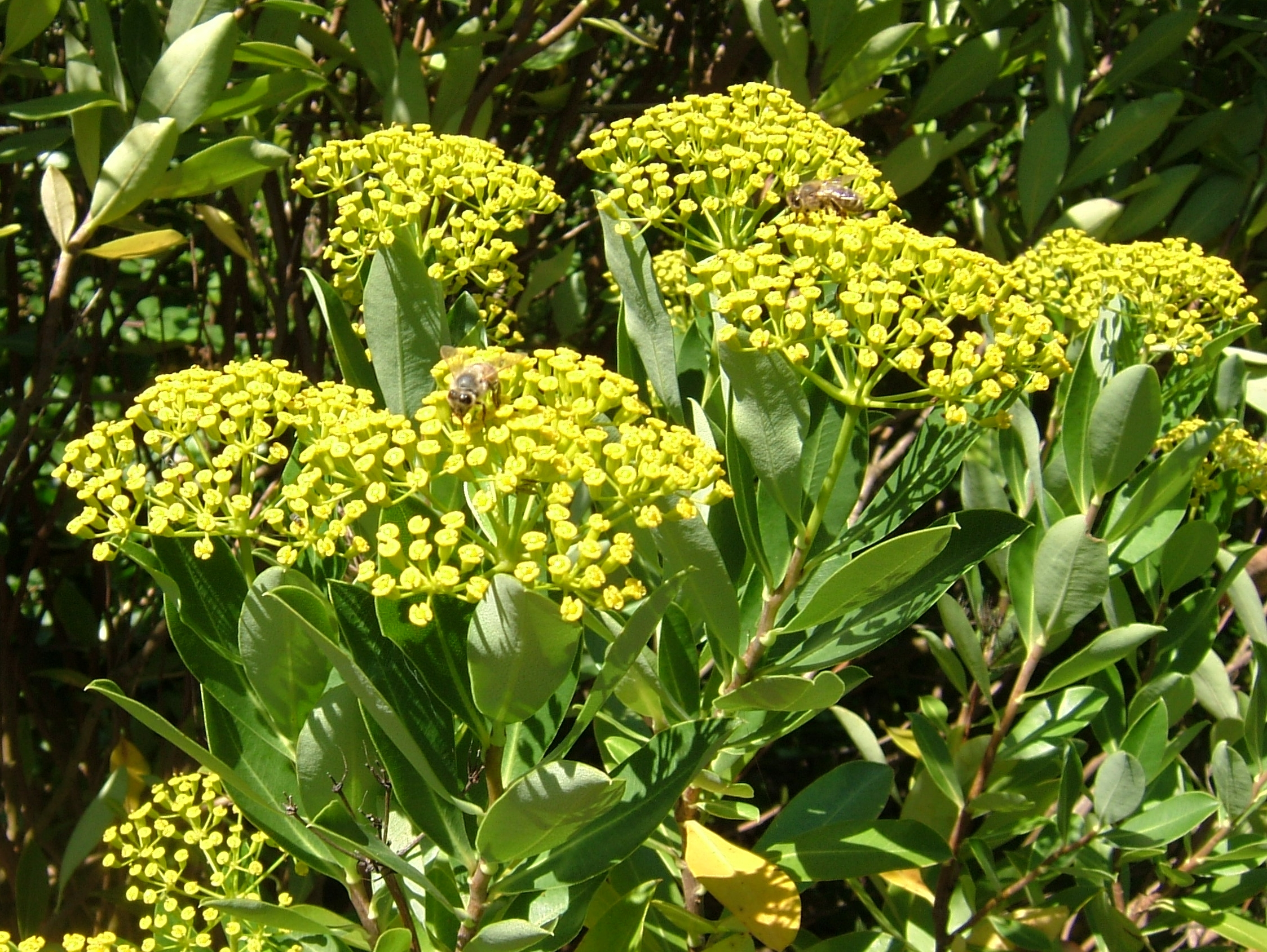
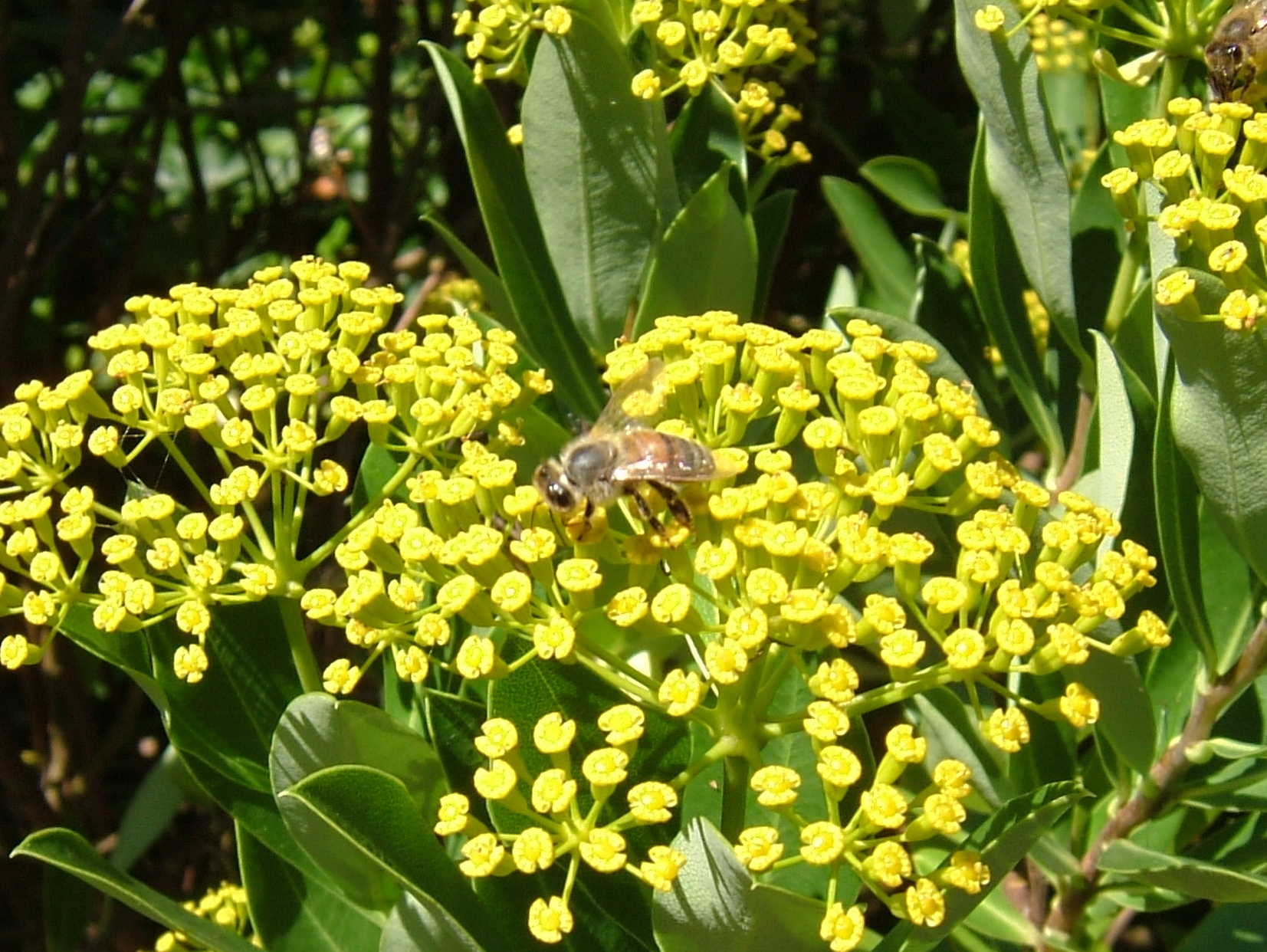